# Adam Sinclair
Adam Sinclair (* 18. April 1977 in East Kilbride, Schottland) ist ein britischer Schauspieler.

## Leben
Sinclair wurde im schottischen East Kilbride geboren. Seine Ehefrau Michelle Kath, adoptierte Stieftochter des Schauspielers Kiefer Sutherland, lernte er bei den Dreharbeiten zum Film To End All Wars – Die wahre Hölle kennen. Mit ihr hat er zwei Söhne und lebt in Venice Beach, Kalifornien.
Im deutschsprachigen Raum ist er hauptsächlich durch seine Rolle in der Serie Rizzoli & Isles bekannt. Er spielte dort zunächst als Neben- später als Hauptdarsteller den schottischen Labortechniker Kent Drake. Des Weiteren hatte er Rollen in 24: Live Another Day an Seiten seines Schwiegervaters Kiefer Sutherland inne sowie in der britischen Serie Mile High.

## Filmografie (Auswahl)
- 2001: Gefangen in der Hölle (To End All Wars)
- 2003–2005: Mile High (Fernsehserie, 38 Folgen)
- 2007: Painkiller Jane (Fernsehserie, 1 Folge)
- 2009: Die Triffids – Pflanzen des Schreckens (The Day of the Triffids) (Miniserie)
- 2012: Lip Service (Fernsehserie, 5 Folgen)
- 2013: Revolution (Fernsehserie, 1 Folge)
- 2014: 24: Live Another Day (Fernsehmehrteiler, 6 Folgen)
- 2014: Sleepy Hollow (Fernsehserie, 1 Folge)
- 2015–2016: Rizzoli & Isles (Fernsehserie, 23 Folgen)
- 2018: Gotham (Fernsehserie, 1 Folge)
- 2018: Lethal Weapon (Fernsehserie, 1 Folge)
- 2020: Animal Kingdom (Fernsehserie, 1 Folge)